# 長野びんずる
長野びんずる（ながのびんずる）は、長野県長野市で毎年8月の第一週の週末に行われる市民参加型の夏祭りであり、別名を「長野市民祭」と言う。国道19号線や長野大通り、および中央通りを中心に開催され、多くの人が参加する。長野市を代表するイベントである。
県内には、「松本ぼんぼん」や「上田わっしょい」など地域振興や観光を目的としたイベントがいくつか存在する。

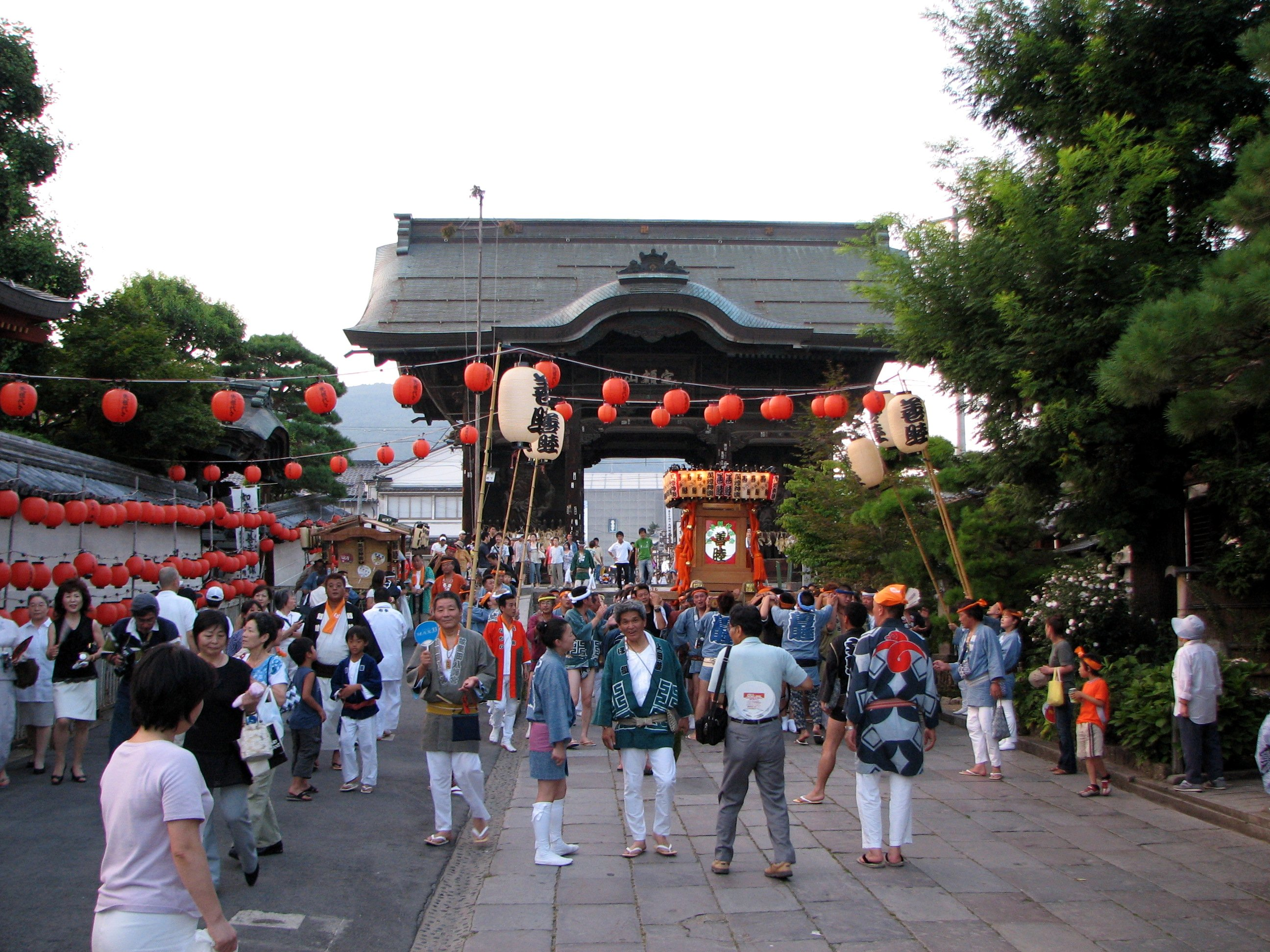
善光寺前の祭りの準備（仁王門）

## 発祥
長野には江戸時代に日本三大祇園祭として全国的に有名だった御祭礼（弥栄神社御祭礼）があったが、戦争により中止され、終戦後に復活したものの以前ほどの賑わいにはならなかった。そのため、御祭礼を盛り立てる前夜祭として、1959年企業や商店の広告パレードが企画された。パレードが8年間続いた後、1967年に「火と水と音楽と若者たち」という若者向けのイベントが開催され、さらにそれを見直す形で1971年に「長野市民祭」長野びんずるが誕生した。
「びんずる」とは、長野市のシンボルである善光寺に祀られている「おびんずるさん」にちなんだ名称である。
長野では、「おびんずるさん」にさわることで病気やけががよくなるという言い伝えもある。

## 内容
市民有志、学校、病院、事業所などが「連」と呼ばれるグループを作って参加登録する。しゃもじを打ち鳴らし踊る振り付けを基本として、連によっては創作ダンスやパフォーマンスなどを披露する。飛び入り参加も歓迎とされており、参加者を受け入れる飛び入り連が用意されている。それ以外の連への飛び入りは各連のバックアップスタッフに声をかけてからの方が無難である。
前夜祭と当日祭が行われ、両日とも一帯は歩行者天国となる。踊るのはそれぞれ18:00から19:00、18:30から20:50だが、踊り以外にも浴衣の女王コンテスト・チアリーディング・楽器演奏披露・路上パフォーマンス・福引などのイベントが用意されている。
また、例年1週間前に、同市の篠ノ井合戦まつりでもびんずる踊りが開催される。

## 規模・反響
2007年第37回は、全226連、約1万1300人が踊った。

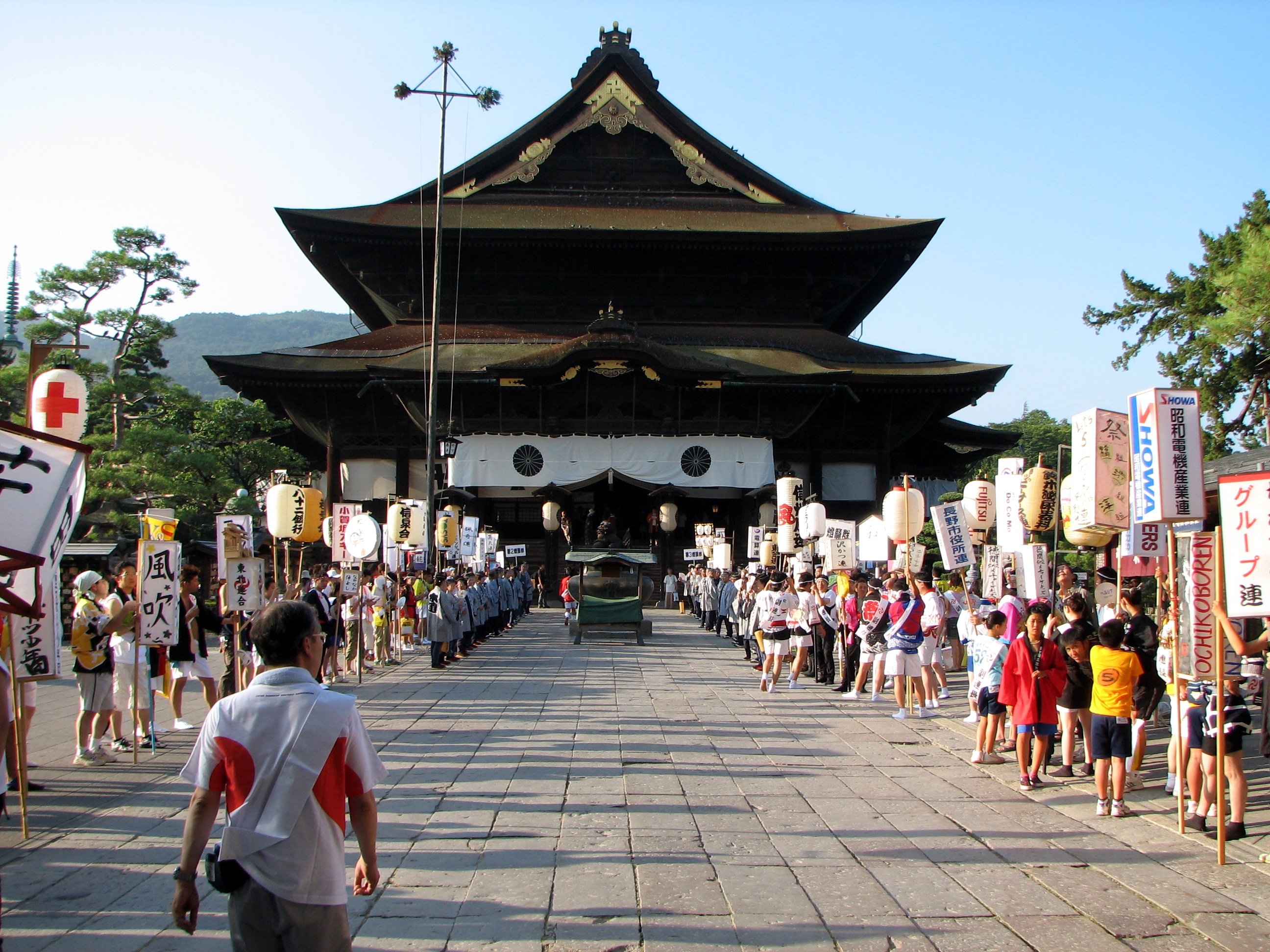
祭りの準備（善光寺門前）
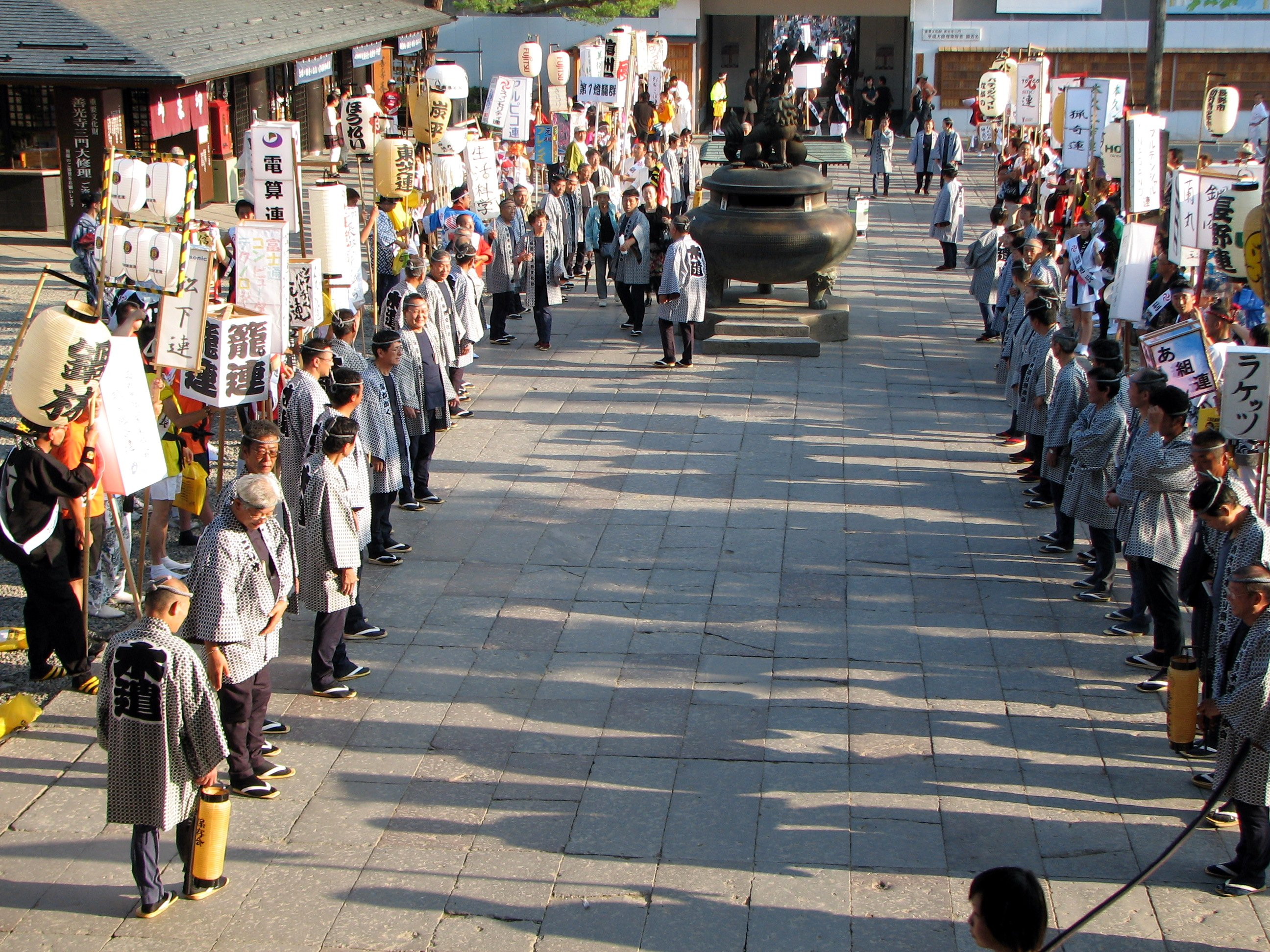
祭りの開始を待つ役員と連代表（善光寺境内）
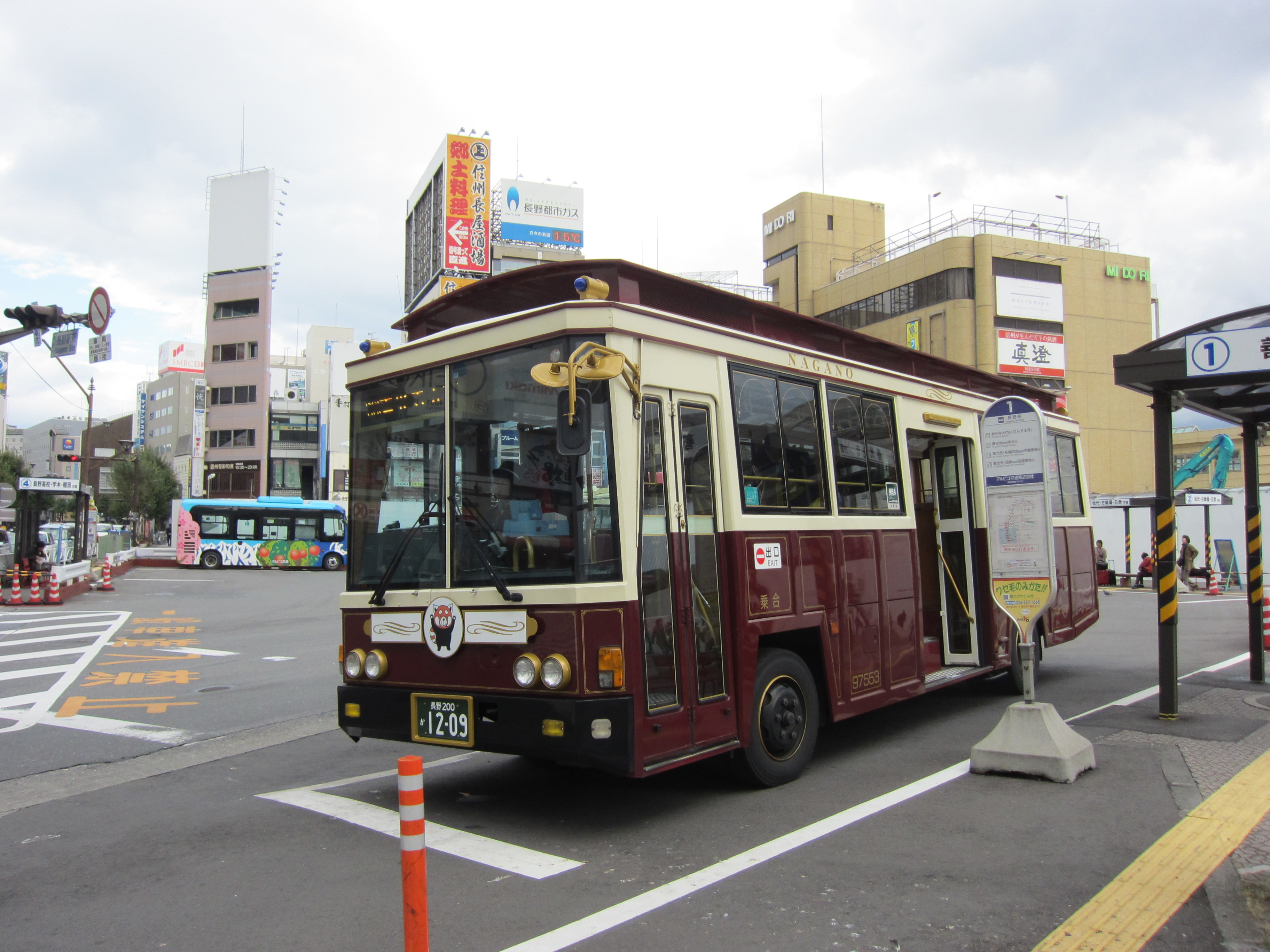
ファンタスティックバス「びんずる号」（川中島バス長野駅前停留所、2013年）

2020年度はCovid-19拡大のため中止。2021年度は人数の制限、飲食ブースの廃止、巡航中の飲酒禁止（水分補給目的のスポーツドリンクのみ可能）などの対策を講じて8月に行うとしていたが、デルタ株、ラムダ株による感染拡大の影響から、年内の開催は見送りとなった。
2022年（52回）も、新型コロナウィルス第7波の影響を受け開催中止が懸念されていたが、予定通りの開催を前提として準備していくことが確認された。実行委員会は可能な限りの感染防止策を徹底するとともに、感染警戒レベルが長野市内で6に引き上げられた場合は即時開催中止とする方針を決めている